# Söngvakeppnin 2020
A 2020-as Söngvakeppnin egy izlandi zenei verseny, melynek keretén belül a közönség és a zsűri kiválasztja, hogy ki képviselje Izlandot a 2020-as Eurovíziós Dalfesztiválon, Rotterdamban. A 2020-as Söngvakeppnin lesz a huszonnyolcadik izlandi nemzeti döntő.
Az élő műsorsorozatba ezúttal is tíz dal versenyez az Eurovíziós Dalfesztiválra való kijutásért. A sorozat ismét háromfordulós lesz; két elődöntőt, február 8-án és február 15-én, illetve egy döntőt rendeznek, február 29-én. Az elődöntőben és a döntőben a közönség és a zsűri dönt a továbbjutókról, viszont a szuperdöntőben csak a nézők.

## Helyszín
A verseny helyszínei a szigetország fővárosában, Reykjavíkban találhatók. Az elődöntőknek a Háskólabíó Konferenciaközpont, míg a a döntőnek a Laugardalshöllin ad otthont. A 2019-ben ugyanitt megrendezett zenei vetélkedést Hatari nyerte Hatrið mun sigra című dalukkal. A csapat végül a 10. helyen végzett Tel-Avivban.

## A résztvevők
A RÚV 2019. szeptember 13-án jelentette be, hogy ismét lehet jelentkezni az izlandi döntőbe. A dalok beküldésének határideje 2019. október 17. volt. A műsorsugárzó 2020. január 18-án jelentette be az élő műsorba jutottak névsorát. Érdekesség, hogy a hivatalos bejelentés előtt pár órával a Spotifyon már elérhető volt mind a tíz résztvevő dalának izlandi, angol és karaoke változata.
| Előadó        | Dal            | Dal                | Szerző(k)                                                                          |
| Előadó        | Izlandi verzió | Angol verzió       | Szerző(k)                                                                          |
| ------------- | -------------- | ------------------ | ---------------------------------------------------------------------------------- |
| Brynja Mary   | Augun þín      | In Your Eyes       | Brynja Mary Sverrisdóttir, Kristján Hreinsson, Lasse Qvist                         |
| Daði Freyr    | Gagnamagnið    | Think About Things | Daði Freyr                                                                         |
| DIMMA         | Almyrkvi       | –                  | DIMMA, Ingó Geirdal                                                                |
| Elísabet      | Elta þig       | Haunting           | Elísabet Ormslev, Daði Freyr, Zoe Ruth Erwin                                       |
| Hildur Vala   | Fellibylur     | –                  | Bragi Valdimar Skúlason, Hildur Vala, Jón Ólafsson                                 |
| Iva           | Oculis Videre  | Oculis Videre      | Íva Marín Adrichem, Richard Cameron                                                |
| Ísold & Helga | Klukkan tifar  | Meet Me Halfway    | Birgir Steinn Stefánsson, Ragnar Már Jónsson and Stefán Hilmarsson                 |
| Kid Isak      | Ævintýri       | –                  | Þormóður Eiríksson, Kristinn Óli Haraldsson, Jóhannes Damian Patreksson            |
| Matti Matt    | Dreyma         | –                  | Birgir Steinn Stefánsson, Ragnar Már Jónsson, Matthías Matthíasson                 |
| Nína          | Ekkó           | Echo               | Einar Bárðarson, Christoph Baer, Donal Ryan, Þórhallur Halldórsson, Sanna Martinez |

## Első elődöntő
Az első elődöntőt február 8-án rendezi a RÚV öt előadó részvételével Reykjavíkban, a Háskólabíó Konferenciaközpontban. A végeredményt a zsűri és a nézők szavazatai alakítják ki, akik két előadót juttattak tovább a döntőbe.
| #  | Előadó        | Dal           | Nézők | Helyezés | Eredmény       |
| -- | ------------- | ------------- | ----- | -------- | -------------- |
| 01 | Kid Isak      | Ævintýri      |       | 3-5.     | Kiesett        |
| 02 | Elísabet      | Elta þig      |       | 3-5.     | Kiesett        |
| 03 | Brynja Mary   | Augun þín     |       | 3-5.     | Kiesett        |
| 04 | Ísold & Helga | Klukkan tifar |       | 1–2.     | Továbbjutottak |
| 05 | DIMMA         | Almyrkvi      |       | 1–2.     | Továbbjutottak |

## Második elődöntő
Az második elődöntőt február 15-én rendezi a RÚV öt előadó részvételével Reykjavíkban, a Háskólabíó Konferenciaközpontban. A végeredményt a zsűri és a nézők szavazatai alakítják ki, akik két előadót juttattak tovább a döntőbe.
| # | Előadó      | Dal           | Nézők | Helyezés | Eredmény |
| - | ----------- | ------------- | ----- | -------- | -------- |
|   | Daði Freyr  | Gagnamagnið   |       |          |          |
|   | Hildur Vala | Fellibylur    |       |          |          |
|   | Iva         | Oculis Videre |       |          |          |
|   | Matti Matt  | Dreyma        |       |          |          |
|   | Nína        | Ekkó          |       |          |          |

## Döntő
A döntőt február 29-én rendezi a RÚV négy vagy öt előadó részvételével Reykjavíkban, a Laugardalshöllinben. A továbbjutókat a zsűri és a nézők szavazatai alakítják ki, akik két előadót juttattak tovább a szuperdöntőbe. A szuperdöntőben csak a nézőknek lesz lehetőségük dönteni a győztesről. Az est folyamán extra produkciót ad elő a norvég KEiiNO, akik a 2019-es Eurovíziós Dalfesztivál hatodik helyezettjei.
| Előadó                        | Dal           |
| ----------------------------- | ------------- |
| Ísold & Helga                 | Klukkan tifar |
| DIMMA                         | Almyrkvi      |
| Második elődöntő továbbjutója |               |
| Második elődöntő továbbjutója |               |

### Külső hivatkozások
- 🅦 Weboldal